# Stephen Strange (Vũ trụ điện ảnh Marvel)
Stephen Strange là một nhân vật hư cấu được thể hiện bởi diễn viên Benedict Cumberbatch trong Vũ trụ Điện ảnh Marvel (MCU) – dựa trên nhân vật cùng tên trong truyện tranh Marvel, thường được biết đến bởi danh hiệu học thuật và biệt danh của anh – Doctor Strange. Ban đầu được miêu tả là một bác sĩ thần kinh xuất sắc nhưng kiêu ngạo, Strange gặp tai nạn xe hơi chấn thương tay và trong quá trình tìm kiếm phương pháp chữa trị tay bị hỏng, anh khám phá ra phép thuật từ Kamar-Taj. Anh trở thành một Thầy phép hiện đại, sử dụng sức mạnh mới tìm thấy của mình để bảo vệ Trái đất khỏi nhiều mối đe dọa. Trong quá trình đó, anh liên minh với Avengers và Guardians of the Galaxy để chống lại Thanos, trước khi cho Thanos bắt đầu Sự kiện Thanh tử, và chính anh cùng nhiều người khác trở thành nạn nhân của sự kiện đó, để đảm bảo chiến thắng cuối cùng của họ năm năm sau khi được hồi sinh. Sau khi trở về, Doctor Strange vẫn giữ vai trò Giám hộ của New York Sanctum trong Vũ trụ Điện ảnh Marvel. Tuy nhiên, anh phát hiện ra rằng Wong đã trở thành Sorcerer Supreme, một vị trí mà Doctor Strange đang chuẩn bị thừa kế từ Ancient One trước khi bị biến mất vì Blip. Sau đó, Doctor Strange phải đối mặt với nhiều vấn đề từ Multiverse mới được thành lập, bao gồm một khe hở giữa các thực tại được tạo ra bởi một nỗ lực gián đoạn để xóa mọi kiến thức về danh tính bí mật của Peter Parker là Spider-Man, và việc cản phá Wanda Maximoff, bị nhiễm độc bởi cuốn sách Darkhold, từ việc sử dụng khả năng đi qua Multiverse của America Chavez cho mục đích cá nhân của mình.
Đến năm 2022, nhân vật này là một trong những nhân vật trung tâm của Vũ trụ Điện ảnh Marvel (MCU), xuất hiện trong sáu bộ phim. Cumberbatch đã được khen ngợi vì diễn xuất của mình trong vai Strange và đã được đề cử cho một số giải thưởng.
Các phiên bản thay thế của Strange từ đa vũ trụ xuất hiện trong series hoạt hình What If...? (2021) và bộ phim Doctor Strange in the Multiverse of Madness (2022). Một phiên bản đáng chú ý trong What If...? là Doctor Strange Supreme, người vô tình phá hủy vũ trụ của mình trong nỗ lực hồi sinh phiên bản của Christine Palmer của mình, và sau đó cùng với Watcher thành lập Guardians of the Multiverse để đánh bại một phiên bản khác của Ultron.

## Xuất hiện

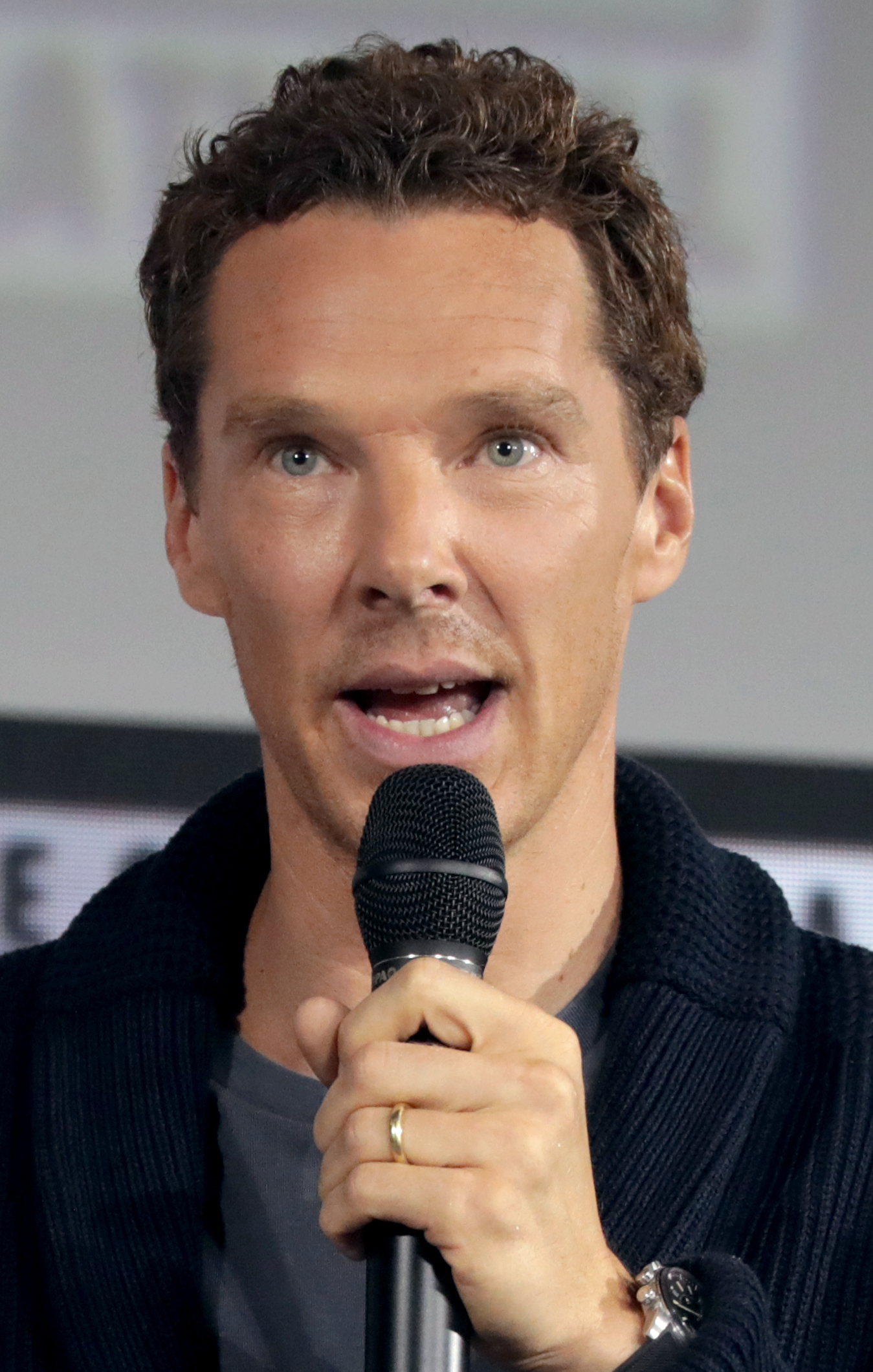
Cumberbatch tại Comic-Con ở San Diego năm 2019

### Phim
Benedict Cumberbatch đóng vai Stephen Strange trong các bộ phim Doctor Strange (2016), Thor: Ragnarok (2017), Avengers: Infinity War (2018), Avengers: Endgame (2019), Spider-Man: No Way Home (2021), và Doctor Strange in the Multiverse of Madness (2022), trong đó ông cũng đóng ba phiên bản khác nhau của nhân vật.

### Hoạt hình
Cumberbatch lồng tiếng cho một phiên bản khác của nhân vật Strange được gọi là Doctor Strange Supreme trong ba tập của loạt phim truyền hình Disney+ What If...? (2021): "What If... Doctor Strange Lost His Heart Instead of His Hands?", "What If... Ultron Won?", và "What If... the Watcher Broke His Oath?", cũng như một phiên bản zombie của Strange trong tập "What If... Zombies?!". Một phiên bản thay thế của nhân vật sẽ xuất hiện trong series của Disney+ mang tên Spider-Man: Freshman Year (2024).. Strange, cùng với Spider-Man và các sự kiện trong No Way Home, được đề cập trong bộ phim của Sony Pictures Animation mang tên Spider-Man: Across the Spider-Verse (2023).

## Đón nhận
Todd McCarthy của The Hollywood Reporter cho rằng Doctor Strange là một bộ phim được "đúng diễn viên" , trong khi Alonso Duralde của TheWrap nhận xét rằng bộ phim "thông minh đủ để đưa vào những diễn viên Anh tuyệt vời để làm cho các tình tiết dễ đoán và bài học cuộc sống cảm thấy tươi mới và hấp dẫn". Todd McCarthy từ The Hollywood Reporter nhận xét rằng Doctor Strange được "lựa chọn diễn viên thông minh", trong khi Alonso Duralde, nhà phê bình của TheWrap, nói rằng bộ phim "đủ thông minh để mang đến những diễn viên Anh tuyệt vời để làm cho các bước đi và bài học cuộc sống đến từng bước trở nên mới lạ và cuốn hút". Mara Reinstein của tạp chí US Weekly chỉ trích bộ phim nhưng khen ngợi sức hút của Cumberbatch trong vai diễn,  trong khi Adam Graham của The Detroit News nói, "Cumberbatch là một nhân vật vô cùng quyến rũ trong vai chính ... Nhưng đó là điều đó: anh ấy là một vị khách mời tốt hơn là một người chủ nhà. Doctor Strange là một sự giới thiệu tốt, nhưng vào cuối cùng, bạn không buồn khi phải ra đi".

### giải thưởng
| Năm  | Giải thưởng                        | Thể loại                                         | Tác phẩm                                    | Kết quả | Ref.   |
| ---- | ---------------------------------- | ------------------------------------------------ | ------------------------------------------- | ------- | ------ |
| 2016 | Giải thưởng Critics' Choice Awards | Nam diễn viên xuất sắc nhất trong phim hành động | Doctor Strange                              | Đề cử   | [ 14 ] |
| 2017 | Saturn Awards                      | Giải Saturn cho Nam diễn viên xuất sắc nhất      | Doctor Strange                              | Đề cử   | [ 15 ] |
| 2017 | Teen Choice Awards                 | Nam diễn viên phim giả tưởng được lựa chọn       | Doctor Strange                              | Đề cử   | [ 16 ] |
| 2023 | Critics' Choice Super Awards       | Best Actor in a Superhero Movie                  | Doctor Strange in the Multiverse of Madness | Đề cử   | [ 17 ] |

## Phương tiện truyền thông khác
Doctor Strange của MCU được đề cập trong bộ phim hoạt hình Spider-Man: Across the Spider-Verse (2023) bởi Miguel O'Hara/Spider-Man 2099, người cũng nhắc đến Parker và các sự kiện trong No Way Home.